# Planina na Pohorju
Planina na Pohorju este o localitate din comuna Zreče, Slovenia, cu o populație de 194 de locuitori.